# Чемпионат мира по фехтованию 1961
Чемпионат мира по фехтованию 1961 года проходил с 17 по 29 июля в Турине (Италия). В нём приняли участие 316 спортсменов из 24 стран. Среди мужчин соревнования проходили в личном и командном зачёте по фехтованию на саблях, рапирах и шпагах, среди женщин — только первенство на рапирах в личном и командном зачёте.

## Общий медальный зачёт
| Место | Страна  | Золото | Серебро | Бронза | Всего |
| ----- | ------- | ------ | ------- | ------ | ----- |
| 1     | СССР    | 4      | 2       | 2      | 8     |
| 2     | Польша  | 2      | 1       | 2      | 5     |
| 3     | Франция | 1      | 1       | 0      | 2     |
| 4     | ФРГ     | 1      | 0       | 0      | 1     |
| 5     | Венгрия | 0      | 3       | 2      | 5     |
| 6     | Швеция  | 0      | 1       | 1      | 2     |
| 7     | Румыния | 0      | 0       | 1      | 1     |
| Всего | Всего   | 8      | 8       | 8      | 24    |

## Медалисты

### Мужчины
| Дисциплина                  | Золото                                                                                                  | Серебро | Бронза |
| --------------------------- | --- | --- | --- |
| Шпага Личное первенство     | Жак Гитте                                                                                               | Ханс Лангервалл                                                                                                | Тамаш Габор |
| Шпага Командное первенство  | СССР · Арнольд Чернушевич · Валентин Черников · Бруно Хабаров · Дмитрий Люлин · Гурам Костава           | Франция · Клод Буркар · Филипп Шраг · Жак Гитте · Жерар Лефранк · Ив Дрейфус · Арман Муйяль                    | Швеция · Гёран Абрахамссон · Ивар Генешё · Ханс Лангервалл · Орвар Линдвалл · Берндт-Отто Ребиндер · Аксель Вальберг |
| Рапира Личное первенство    | Рышард Парульский                                                                                       | Йенё Камути | Марк Мидлер |
| Рапира Командное первенство | СССР · Марк Мидлер · Юрий Рудов · Юрий Сисикин · Герман Свешников · Виктор Жданович · Александр Шевелёв | Венгрия · Ференц Цвиковски · Йенё Камути · Йожеф Дьюрица · Ласло Камути · Казмер Пачери · Шандор Сабо          | Польша · Рышард Парульский · Эгон Франке · Витольд Войда · Збигнев Скрудлик · Януш Ружицкий · Хенрик Нелаба          |
| Сабля Личное первенство     | Яков Рыльский                                                                                           | Эмиль Охира | Войцех Заблоцкий |
| Сабля Командное первенство  | Польша · Ежи Павловский · Войцех Заблоцкий · Францишек Собчак · Ежи Вандзёх · Эмиль Охира · Рышард Зуб  | СССР · Евгений Череповский · Валерий Житный · Яков Рыльский · Нугзар Асатиани · Умяр Мавлиханов · Лев Кузнецов | Венгрия · Петер Баконьи · Габор Дельнеки · Рудольф Карпати · Золтан Хорват · Тамаш Менделеньи · Миклош Месена        |

### Женщины
| Дисциплина                  | Золото | Серебро                                                                                       | Бронза                                                                               |
| --------------------------- | --- | --------------------------------------------------------------------------------------------- | ------------------------------------------------------------------------------------ |
| Рапира Личное первенство    | Хайди Шмид | Александра Забелина                                                                           | Валентина Растворова                                                                 |
| Рапира Командное первенство | СССР · Галина Горохова · Диана Никанчикова · Татьяна Любецкая · Валентина Прудскова · Александра Забелина · Валентина Растворова | Венгрия · Каталин Юхас · Магдолна Ньари-Ковач · Ильдико Рейтё · Лидия Дёмёльки · Юдит Агоштон | Румыния · Ана Эне · Ольга Орбан · Экатерина Орб-Лазэр · Мария Викол · Гета Сакеларье |